# CTS (motorfiets)
CTS is een Brits historisch merk van motorfietsen.
De afkorting stond voor Chris Tattersall, St. Anne (Lancashire)
Chris Tattersall begon in 1931 met de productie van 250 cc wegracemotorfietsen. In de jaren dertig en -veertig werden ze bij de meeste TT's van Man ingezet. In 1931 gebeurde dat alleen in de Lightweight TT (250cc) met JAP inbouwmotoren. Één machine werd twaalfde, de tweede viel uit. In 1932 werd Tattersall vijfde in de TT, zijn beste op Man resultaat ooit. Dat deed hij ook met een JAP motor, maar in die tijd begon hij zijn machines ook uit te rusten met motorblokken van Rudge. Van de jaren daarna is niets bekend, maar in 1937 werden weer twee machines in de TT gebruikt. In 1939 werden drie motorfietsen in de TT ingezet, maar de beste, bestuurd door Leslie Graham, viel uit toen hij op een vierde plaats lag door problemen met de versnellingsbak. In dat jaar werd Tattersall zelf tweede in de 250cc klasse van de North West 200. Waarschijnlijk legde de Tweede Wereldoorlog de productie tijdelijk stil, maar van 1947 tot 1950 verschenen de CTS racers weer op Man, elk jaar drie exemplaren. Ze deden het niet slecht, maar in die tijd waren de Italiaanse motorfietsen zeer sterk in de lichte klassen, vooral Bruno Ruffo met de Moto Guzzi Gambalunghino. In 1949 werd Chris Tattersall opnieuw tweede in de 250cc North West 200. In 1953 werd voor het laatst een CTS in de TT ingezet en Chris Tattersall ging met pensioen.